# 퍼펙트 게임 (2011년 영화)
《퍼펙트 게임》(Perfect Game)은 박희곤 감독, 각본의 2011년 대한민국 스포츠 드라마 영화이다.
이 영화는 1980년대 KBO 리그를 양분했던 최동원 (조승우)과 선동열 (양동근)의 세번째 맞대결로 유명한 1987년 5월 16일 사직야구장에서 열린 해태 타이거즈 대 롯데 자이언츠의 경기를 배경으로 하였다.

실제 경기는 연장 15회 접전 끝에 2:2 무승부로 끝났으며, 15이닝 동안 선동열은 232개, 최동원은 209개의 공을 던졌다.

## 줄거리
대결을 원한 세상 속으로 꿈을 던진 두 남자, 최동원과 선동열의 고독하고도 치열한 맞대결! 불안과 격동의 1980년대, 프로야구는 단순한 스포츠를 넘어 전국민을 사로잡고 있었다! 노력과 끈기로 대한민국 최고의 투수로 자리잡은 롯데의 최동원! 그리고 최동원의 뒤를 이어 떠오르는 해태의 선동열! 세상은 우정을 나누던 선후배였던 두 사람을 라이벌로 몰아세우는데... 전적 1승 1패, 그리고 1987년 5월 16일, 자신들의 꿈을 걸어야 했던 최동원과 선동열의 마지막 맞대결이 펼쳐진다! 선동열 앞에서만은 큰 산이고 싶었던 최동원. 그 산을 뛰어 넘고 싶었던 선동열

## 캐스팅
- 조승우 - 최동원 역
- 양동근 - 선동열 역
- 최정원 - 김서형 역
- 마동석 - 박만수 역
- 조진웅 - 김용철 역
- 손병호 - 김응용 역
- 현쥬니 - 민경 역
- 이도경 - 성기영 역
- 김영민 - 강성태 역
- 김민재 - 봉수 역
- 이선진 - 박만수 아내 역
- 공정환 - 유두열 역
- 최민철 - 김일권 역
- 차현우 - 장채근 역
- 이해우 - 강현수 역
- 김동희 - 정영기 역
- 변정현 - 김성한 역
- 박수환 - 한대화 역
- 이형석 - 철구 역
- 김중돈 - 해태 신동수 역
- 나윤성 - 롯데 채희찬 역
- 박우림 - 재동 역
- 박서준 - 칠구 역
- 허형규 - 진행자 역
- 김경태 - 포장마차손님 1 역
- 류성현 - 해태구단직원 역
- 오정세 - 해설자 역 (우정출연)
- 최원영 - 캐스터 역 (우정출연)
- 장경아 - 리포터 역 (우정출연)
- 김광현 - 국가대표코치 / 경남고코치 역 (우정출연)
- 최일화 - 현수부 역 (특별출연)
- 김병옥 - 비서실장 역 (특별출연)
- 이병준 - 최부장 역 (특별출연)
- 신현종 - 구단이사 역 (특별출연)
- 조찬형 - 한문연 역

## 같이 보기
- 대한민국의 야구
- 글러브 (영화)
- 1987년 롯데 자이언츠 시즌
- 1987년 해태 타이거즈 시즌